# Neuville-Bourjonval
Neuville-Bourjonval és un municipi francès situat al departament del Pas de Calais i a la regió dels Alts de França. L'any 2007 tenia 170 habitants.

## Demografia

### Població
El 2007 la població de fet de Neuville-Bourjonval era de 170 persones. Hi havia 72 famílies de les quals 16 eren unipersonals (16 homes vivint sols), 12 parelles sense fills, 24 parelles amb fills i 20 famílies monoparentals amb fills.
La població ha evolucionat segons el següent gràfic:
Habitants censats

### Habitatges
El 2007 hi havia 81 habitatges, 70 eren l'habitatge principal de la família, 4 eren segones residències i 7 estaven desocupats. Tots els 81 habitatges eren cases. Dels 70 habitatges principals, 62 estaven ocupats pels seus propietaris i 8 estaven llogats i ocupats pels llogaters; 1 tenia dues cambres, 5 en tenien tres, 17 en tenien quatre i 47 en tenien cinc o més. 69 habitatges disposaven pel capbaix d'una plaça de pàrquing. A 38 habitatges hi havia un automòbil i a 22 n'hi havia dos o més.

### Piràmide de població
La piràmide de població per edats i sexe el 2009 era:
| Homes | Edats   | Dones |
| ----- | ------- | ----- |
| 0     | 95 o +  | 0     |
| 0     | 90 a 94 | 0     |
| 0     | 85 a 89 | 0     |
| 0     | 80 a 84 | 0     |
| 8     | 75 a 79 | 8     |
| 8     | 70 a 74 | 4     |
| 0     | 65 a 69 | 8     |
| 12    | 60 a 64 | 4     |
| 0     | 55 a 59 | 0     |
| 4     | 50 a 54 | 4     |
| 12    | 45 a 49 | 12    |
| 16    | 40 a 44 | 8     |
| 4     | 35 a 39 | 8     |
| 8     | 30 a 34 | 8     |
| 4     | 25 a 29 | 4     |
| 0     | 20 a 24 | 0     |
| 4     | 15 a 19 | 12    |
| 8     | 10 a 14 | 12    |
| 8     | 5 a 9   | 0     |
| 12    | 0 a 4   | 0     |

## Economia
El 2007 la població en edat de treballar era de 104 persones, 84 eren actives i 20 eren inactives. De les 84 persones actives 81 estaven ocupades (42 homes i 39 dones) i 3 estaven aturades (3 homes). De les 20 persones inactives 7 estaven jubilades, 3 estaven estudiant i 10 estaven classificades com a «altres inactius».

### Ingressos
El 2009 a Neuville-Bourjonval hi havia 70 unitats fiscals que integraven 174 persones, la mediana anual d'ingressos fiscals per persona era de 16.645 €.

### Activitats econòmiques
Dels 3 establiments que hi havia el 2007, 1 era d'una empresa de fabricació d'altres productes industrials, 1 d'una empresa de construcció i 1 d'una empresa immobiliària.
L'any 2000 a Neuville-Bourjonval hi havia 12 explotacions agrícoles que ocupaven un total de 954 hectàrees.

## Equipaments sanitaris i escolars
El 2009 hi havia una escola elemental integrada dins d'un grup escolar amb les comunes properes formant una escola dispersa.

## Poblacions més properes
El següent diagrama mostra les poblacions més properes.